# Вајтсборо (Њу Џерзи)
Вајтсборо (енгл. Whitesboro) насељено је место без административног статуса у америчкој савезној држави Њу Џерзи.

## Демографија
По попису из 2010. године број становника је 2.205, што је 369 (20,1%) становника више него 2000. године.
| Група             | 2000.         | 2010.         |
| Белци             | 1.089 (59,3%) | 1.098 (49,8%) |
| Афроамериканци    | 646 (35,2%)   | 817 (37,1%)   |
| Азијати           | 17 (0,9%)     | 25 (1,1%)     |
| Хиспаноамериканци | 57 (3,1%)     | 193 (8,8%)    |
| Укупно            | 1.836         | 2.205         |